# 點字手錶

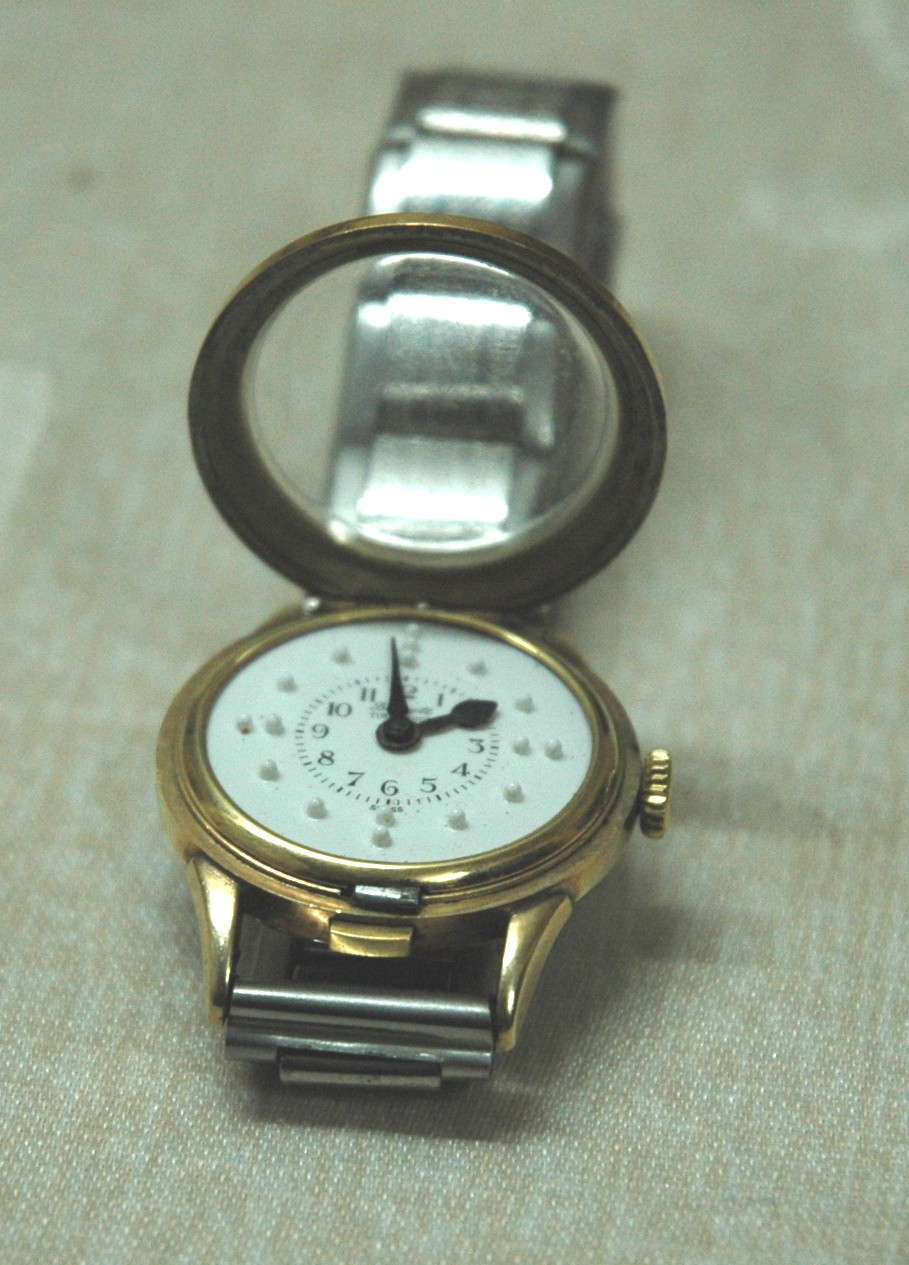
點字手錶

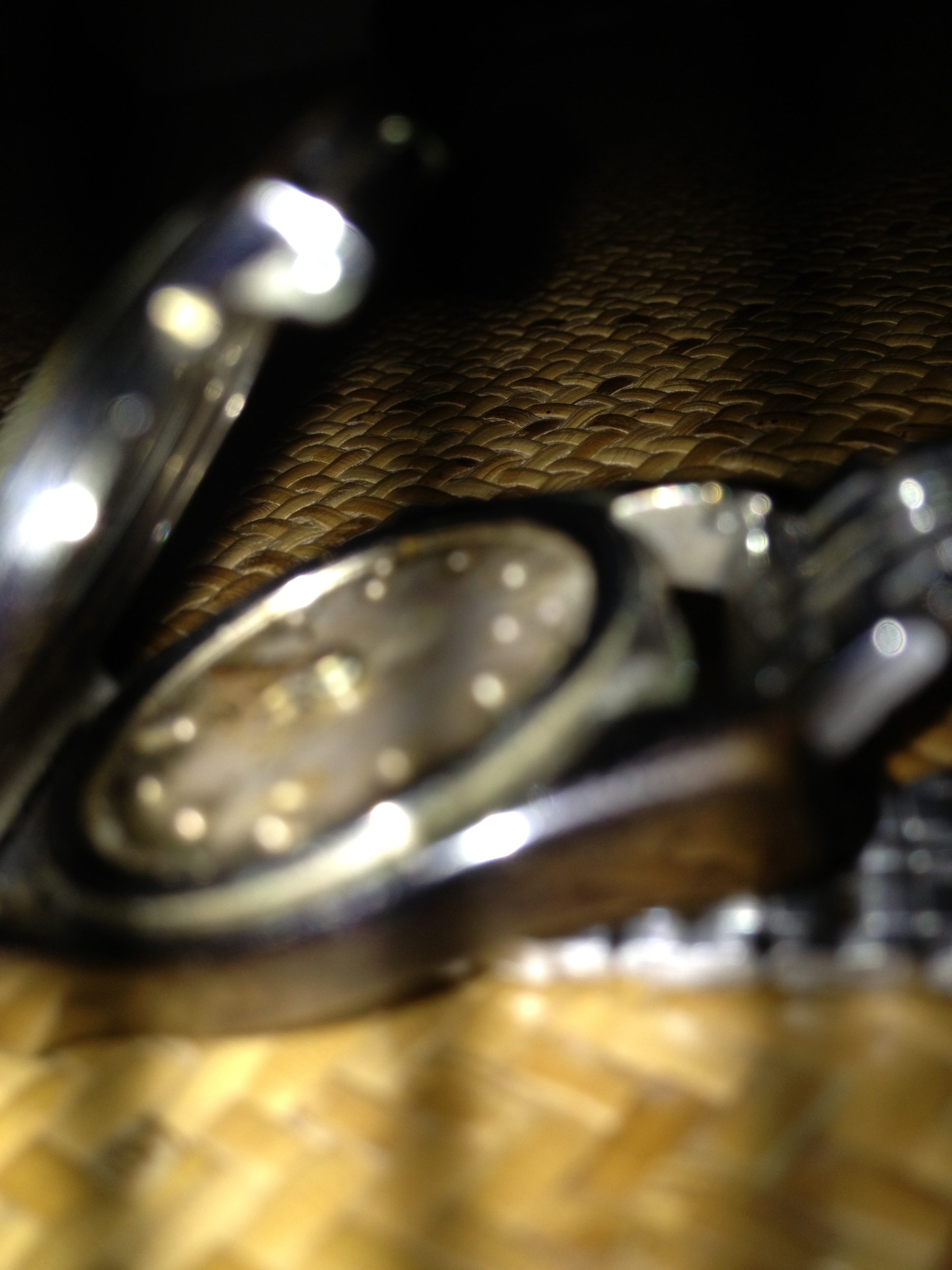
圖中錶盤的「3」、「6」和「9」這幾個刻度以兩粒圓點表示，「12」和其餘刻度則分別以長條和圓點代表。

點字手錶，或稱凸字錶，英文通稱「braille watch」，泛指錶面可以打開而錶盤上會有點字以供觸摸的手錶。點字手錶用意是給失明人士用手指觸摸錶盤上的時針、分針及點字，以知道當時時間。儘管此類手錶稱為「點字手錶」，英文稱為「braille watch」，但由於空間問題，錶盤凸出的標記並非真正的點字，多以凸出的小點代替，而「12」、「3」、「6」和「9」等刻度標記則多會有些許不同以便定位。為便於觸摸，點字手錶亦有另一特色是，錶盤上沒有秒針。